# V404 Cygni
V404 Cygni ist ein Doppelsternsystem, welches wahrscheinlich ein Schwarzes Loch enthält. Der Begleitstern, mit einer Spektralklasse zwischen spätem G und frühem K, hat eine Masse, die etwas kleiner als die der Sonne ist. Der Doppelstern liegt im Sternbild Schwan. Die beiden Sterne umkreisen einander in  6,5 Tagen.

## Eigenschaften
Die massereichere Komponente, welche vermutlich ein Schwarzes Loch ist, wurde schon 1994 auf 12 ± 3 Sonnenmassen (M☉) geschätzt. In späteren Veröffentlichungen wird eine Masse von etwa 9 M☉ angenommen.
Der Begleiter ist vermutlich ein Unterriese mit einer Masse von etwas weniger als 1 M☉, aber der ungefähr 10,2-fachen Sonnenleuchtkraft (L☉).
Zusammen bilden die beiden Komponenten einen sogenannten Low-Mass-X-Ray-Binary (LMXB) sowie auch einen Mikroquasar.

## Geschichte
Am 22. Mai 1989 hatte der japanische Röntgensatellit Ginga eine neue Röntgenquelle entdeckt, die als GS 2023+338 katalogisiert wurde. Diese wurde dann mit der schon vorher bekannten (vermeintlichen) Nova V404 Cygni aus dem Jahr 1938 identifiziert, weil die Position übereinstimmte.
Im Jahr 2009 war das mutmaßliche Schwarze Loch im V404-Cygni-System das erste, bei dem eine genaue Parallaxenmessung für seine Entfernung von unserem Sonnensystem durchgeführt werden konnte. Der Abstand beträgt 2,39 ± 0,14 Kiloparsec (kpc).

### Ausbruch 2015
Um 18:31:38 Uhr UTC am 15. Juni 2015 wurde durch das Swift Burst Alert Telescope (BAT) ein neuer Ausbruch von V404 Cygni entdeckt. In der Folge wurde beobachtet, wie sichtbares Licht in Form von Blitzen vom Schwarzen Loch kam, als dieses Masse von seinem Partnerstern in sich aufnahm. Die beim Eintritt in das Schwarze Loch freiwerdende Röntgenstrahlung erhitzte das verbliebene Material so, dass es sichtbar wurde. Das Schwarze Loch wäre, wenn es nicht durch interstellaren Staub verdunkelt worden wäre, eines der hellsten Objekte in der Milchstraße im Juni 2015 gewesen, das sogar mit bloßem Auge erkennbar gewesen wäre. Zur Beobachtung genügten aber Teleskope mit einem Spiegeldurchmesser von 20 cm.